# ميتاكا (طوكيو)

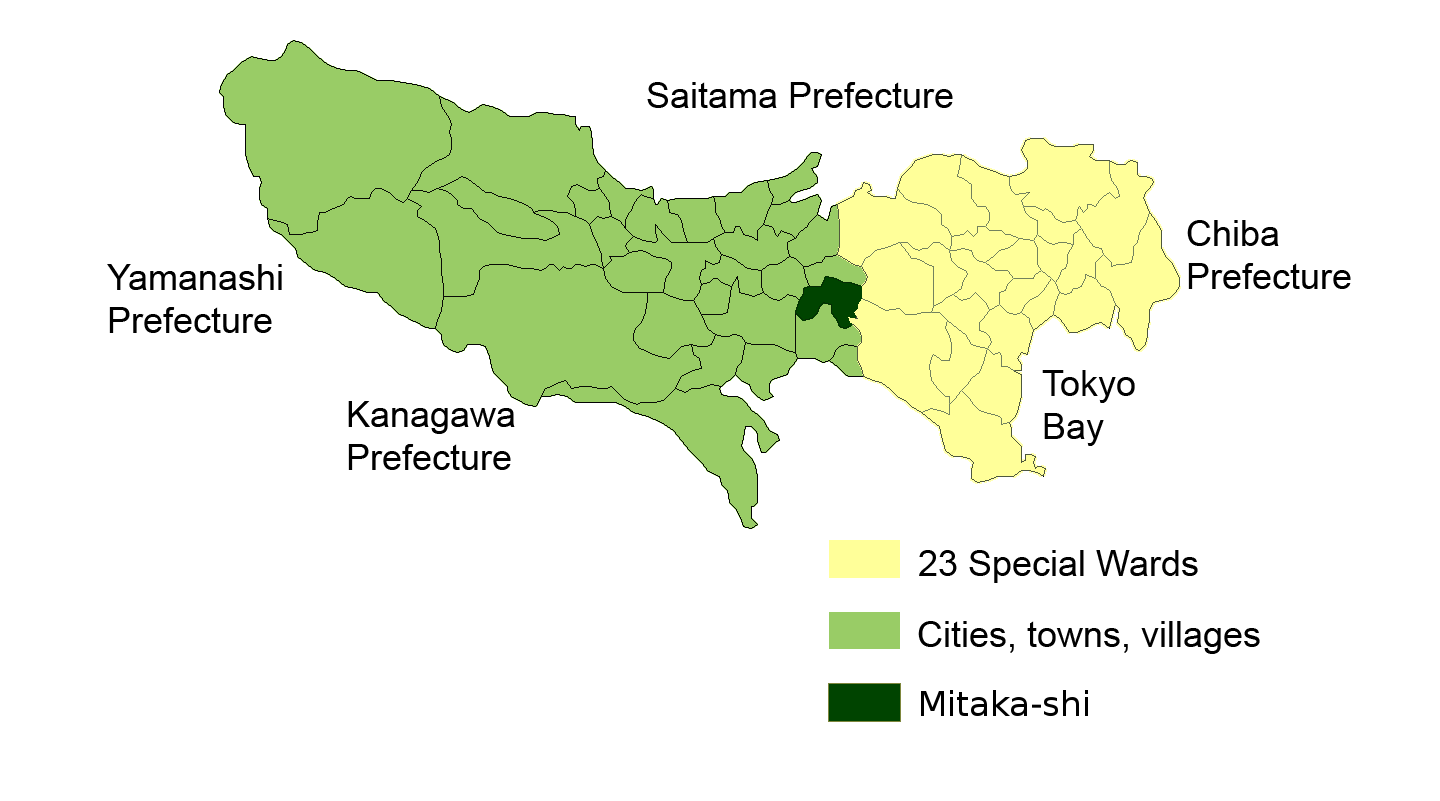
موقع مدينة ميتاكا ضمن محافظة طوكيو

مدينة ميتاكا (باليابانية 三鷹市) (بالإنجليزية: Mitaka)‏ هي مدينة تقع في محافظة طوكيو، اليابان.
في عام 2003، وصل التعداد السكاني للمدينة إلى 175,995 نسمة والكثافة السكانية 10,666.36 نسمة في الكيلومتر مربع، والمساحة الإجمالية 16.50 كم مربع. تم تأسيس المدينة في الثالث من نوفمبر 1950. تضم المدينة متحف جيبلي الذي يقع في حديقة إينوكاشيرا الشهيرة.

## أعلام
- يوكو تسوشيما
- ريكو دان
- هيروكي آزوما
- تاكيشي ميكي
- أونو ساتوشي
- واتارو ساساكي
- أكيرا يوشيمورا
- شيغيرو ميزوكي

## وصلات خارجية
- موقع مدينة ميتاكا باللغة الإنكليزية
- موقع مدينة ميتاكا باللغة اليابانية